# 브릭 맨션: 통제불능 범죄구역
《브릭 맨션: 통제불능 범죄구역》(영어: Brick Mansions)은 2014년 공개된 영화로, 2006년 영화 《13구역》의 리메이크 작품이다. 카미유 들라마르의 감독 데뷔작이다

## 출연

### 주연
- 폴 워커
- 데이비드 벨
- RZA

### 조연
- 고치 보이
- 카탈리나 데니스
- 아이샤 잇사
- 카를로 로타
- 안드레아스 아페지스
- 리처드 제먼
- 로버트 메일렛
- 브루스 람세이
- 프랭크 폰테인
- 치메미 밀러
- 론 레아
- 카롤리나 바르체
- 대니 블랑코 홀
- 브루스 딘스모어
- 제이드 하소네
- 아나톨리 지노비에프
- 데이비드 맥큐언
- 마크-안드레 보랭거
- 콰시 송과이
- 압둘 아율라
- 조 자네티
- 클라우터 알렉산더
- 미징가 므윙가
- 트리스탄 D. 랠라
- 마크 카마초
- 홀덴 웡
- 알란 포셋
- 사이먼 테리엔
- 라파엘 그로시-하베이
- 빅터 콘풋
- 캘린카 페트리에
- 션 루

## 기타
- 조감독: 션 드와이어
- 조감독: 피에르 매그니
- 조감독: 스테판 모레노-칼피오
- 사운드슈퍼바이저: 프레드릭 두보이스
- 미술: 장-앙드레 카리에르
- 세트: 루이자 스차바스
- 특수효과: 라이얼 코스그로브
- 시각효과: 케빈 버거
- 시각효과: 마틴 리프만
- 분장: 조안 패트리샤 패리스
- 헤어: 코랄드 지루
- 의상: 줄리아 팟코스
- 배역: 앤드리아 케년
- 배역: 랜디 웰스
- 프로덕션매니저: 샘 로간 칼레그히